# Rafflesia arnoldii
A nặc nhĩ (danh pháp hai phần: Rafflesia arnoldii) hay Hoa xác thối là một loài thực vật có hoa trong họ Rafflesiaceae, được coi là hoa đơn tính lớn nhất trên Trái Đất. Nó có mùi hôi rất nồng nặc và khủng khiếp giống như mùi thịt rữa, vì thế nó có biệt danh là "hoa xác chết". Loài này đặc hữu ở rừng mưa Sumatra và có thể là cả Borneo. Loài này được R.Br. miêu tả khoa học đầu tiên năm 1821.
Rafflesia arnoldii (tiếng Indonesia: padma raksasa), còn gọi là Kerubut (Hộp Betelnut của Quỷ) là một trong ba quốc hoa của Indonesia, hai hoa còn lại là nhài và Phalaenopsis amabilis. Nó chính thức được công nhận là quốc "hoa hiếm" (tiếng Indonesia: puspa langka) trong Nghị định Quốc gia Số 4 năm 1993.

## Khám phá
Nhà thực vật học đầu tiên tìm thấy một mẫu của a nặc nhĩ là nhà thám hiểm người Pháp Louis Auguste Deschamps (1765-1842). Ông là thành viên trong đoàn thám hiểm khoa học Pháp sang Châu Á và Thái Bình Dương. Trong chuyến thám hiểm ông đã dành ba năm ở Java, nơi ông thu thập mẫu vật về thứ mà chúng ta gọi là R. patma ngày nay vào năm 1797. Trong chuyến trở về năm 1798, tàu của ông bị người Anh chiếm đoạt bởi nước này đang có chiến tranh với Pháp, toàn bộ giấy tờ và ghi chép của ông đều bị tịch thu. Năm 1954, chúng được tái phát hiện ở Bảo tàng Lịch sử Tự nhiên London.
Tên gọi chung, Rafflesia (nhằm tôn kính Raffles), do Brown đề xuất (người ban đầu muốn gọi nó là Arnoldii) sau Joseph Arnold, đã được S.F. Gray xác nhận trong bản báo cáo của mình trong cuộc họp vào tháng 6 năm 1820 của Hội đồng Linnean London, sau đó được xuất bản trong cuốn "Biên niên sử Triết học" vào tháng 9 cùng năm đó. Loài Rafflesia được Brown lần đầu tiên chính thức miêu tả năm 1821.

## Miêu tả
Hoa a nặc nhĩ thường phát triển đến đường kính khoảng một mét (3 ft), nhưng số đo lớn nhất từ một nguồn đáng tin cậy là 105 cm (3.4 ft) đối với một bông tại Khu bảo tồn tự nhiên Palupah gần Bukittinggi, Sumatra do Giáo sư Syabuddin của Đại học Andalas tiến hành đo. Hoa a nặc nhĩ nặng tới 11 kilogram (24 lb). Những bông hoa này mọc lên từ những nụ rất lớn giống như cải bắp, có màu nâu sẫm hoặc màu đỏ sậm rộng khoảng 30 cm (12 in), nhưng bông lớn nhất (và nụ hoa lớn nhất từng được ghi nhận) được phát hiện Mount Sago, Sumatra vào tháng 5 năm 1956 với đường kính 43 cm (17 in).

## Tái sinh sản
Khi hoa a nặc nhĩ sẵn sàng tái sinh sản, một chồi nhỏ xíu mọc lên bên ngoài rễ hoặc gốc của vật chủ và phát triển trong khoảng một năm. Đầu hoa giống như bắp cải cuối cùng nở để lộ hoa bên trong. Đầu nhụy hay nhị được gắn vào một đĩa có mấu nhọn bên trong hoa. Voi cũng có ảnh hưởng đến sự thụ phấn của hoa và loại thụ phấn này được gọi là Elephophily. Theo Andreas Jürgens, nhà nghiên cứu tại Đại học KwaZulu-Natal ở Nam Phi, mùi hôi mà những loài a nặc nhĩ tỏa ra còn có khả năng thu hút những loài côn trùng như ruồi và bọ cánh cứng, sau đó côn trùng sẽ giúp hoa thực hiện việc thụ phấn. Theo ông Robert Raguso, nhà sinh thái hóa học tại Đại học Cornell, New York, hoa hôi thối còn có khả năng tạo ra nhiệt khi phát ra mùi hôi nhằm thu hút côn trùng, vì vậy chúng hoạt động như một cái bẫy ruồi để đảm bảo thụ phấn vẫn diễn ra bình thường. Hoa chỉ có khả năng sống khoảng một tuần (từ 5-7 ngày tuổi) sau đó sẽ khô và chết.

## Hình ảnh

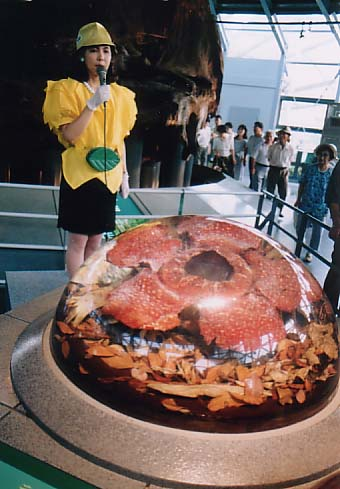
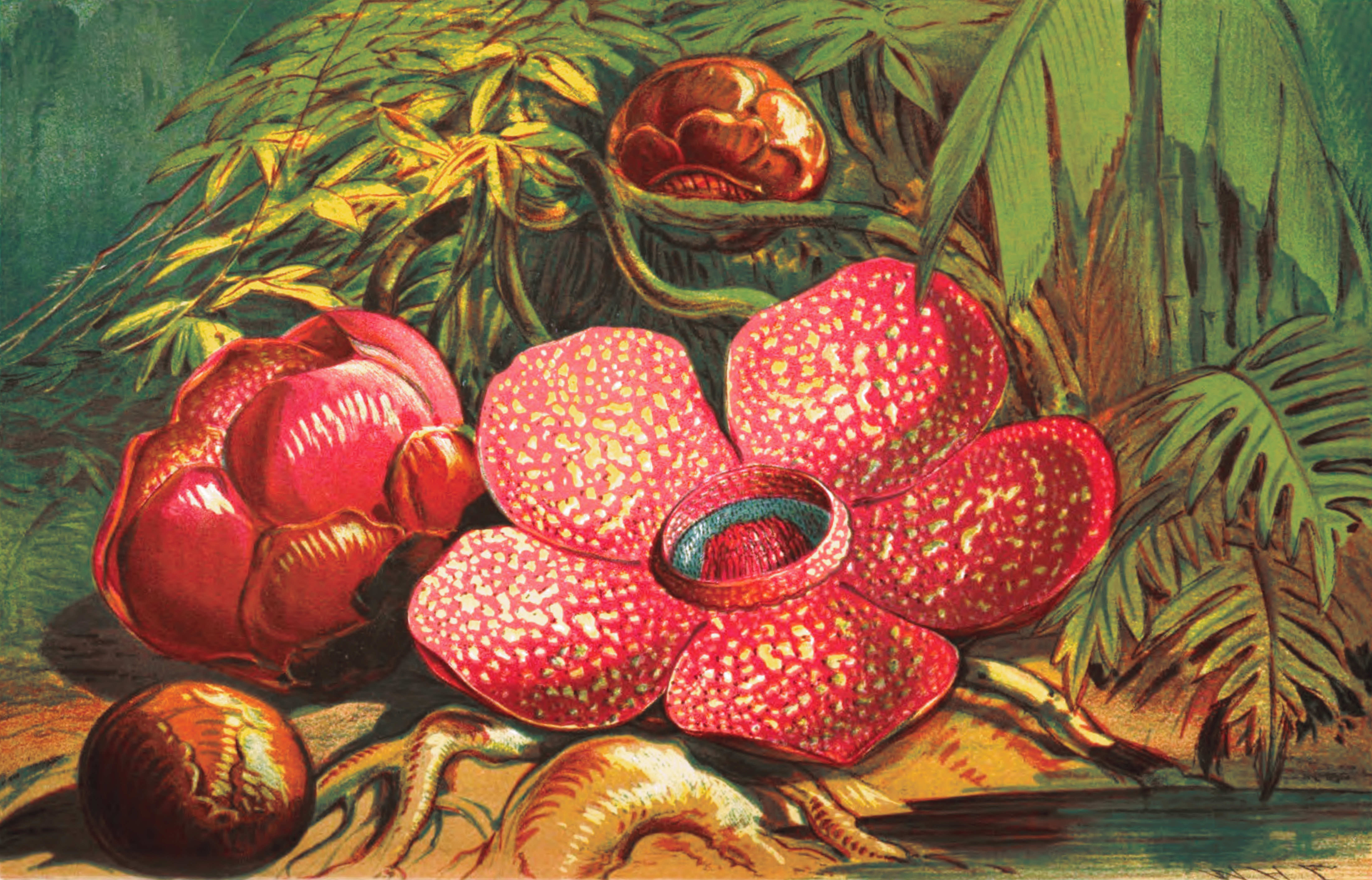
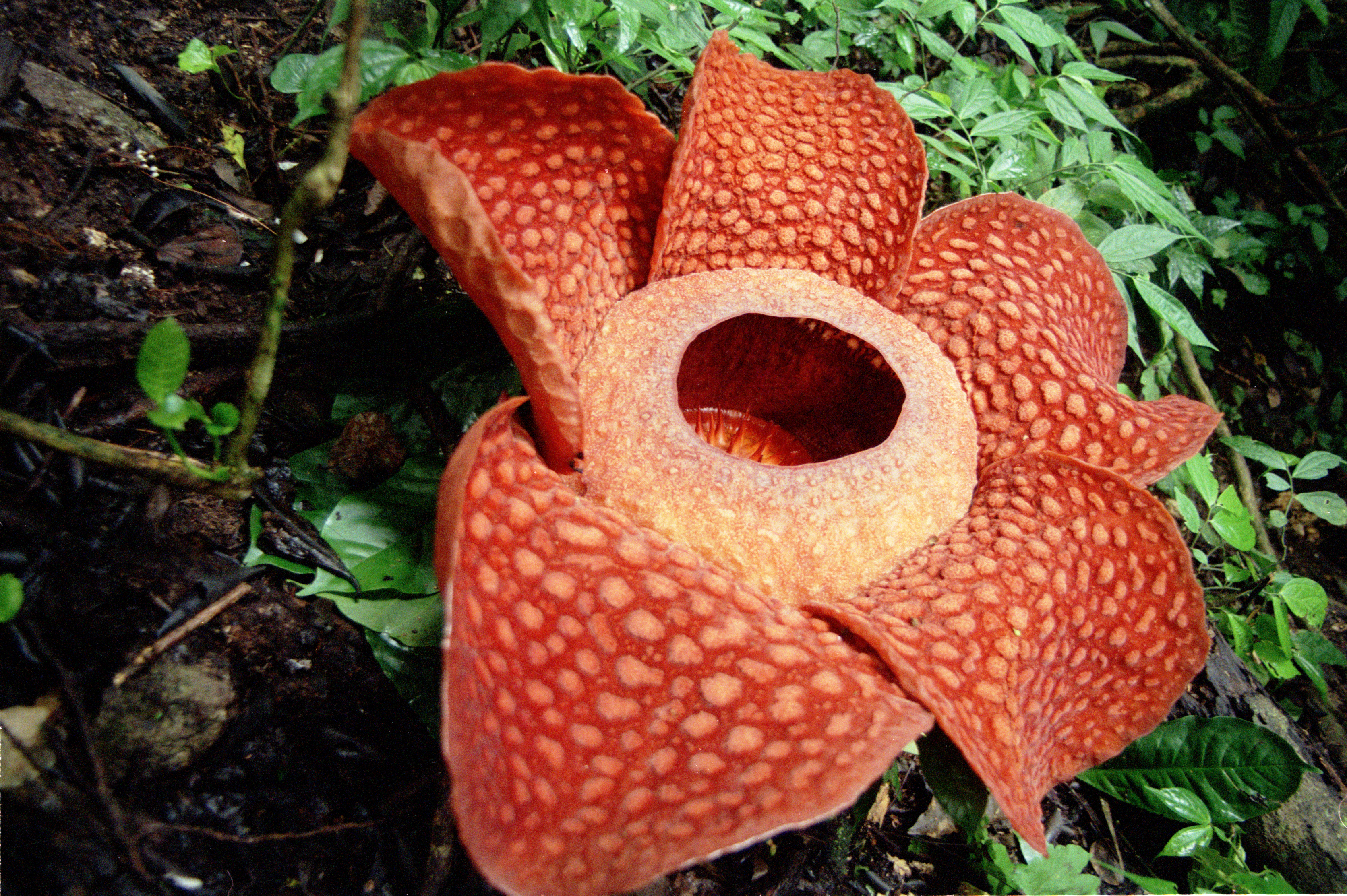
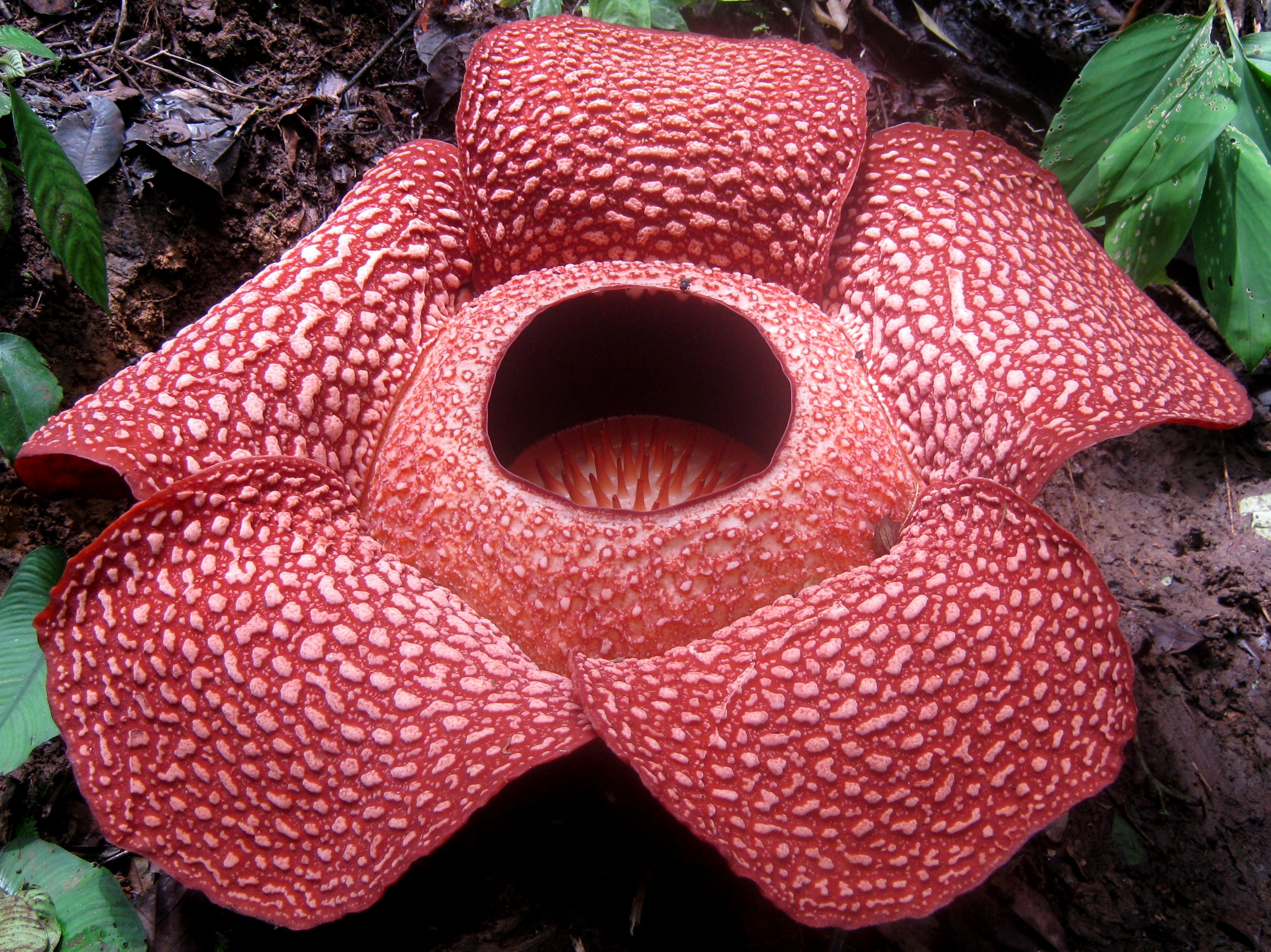